# Naturama

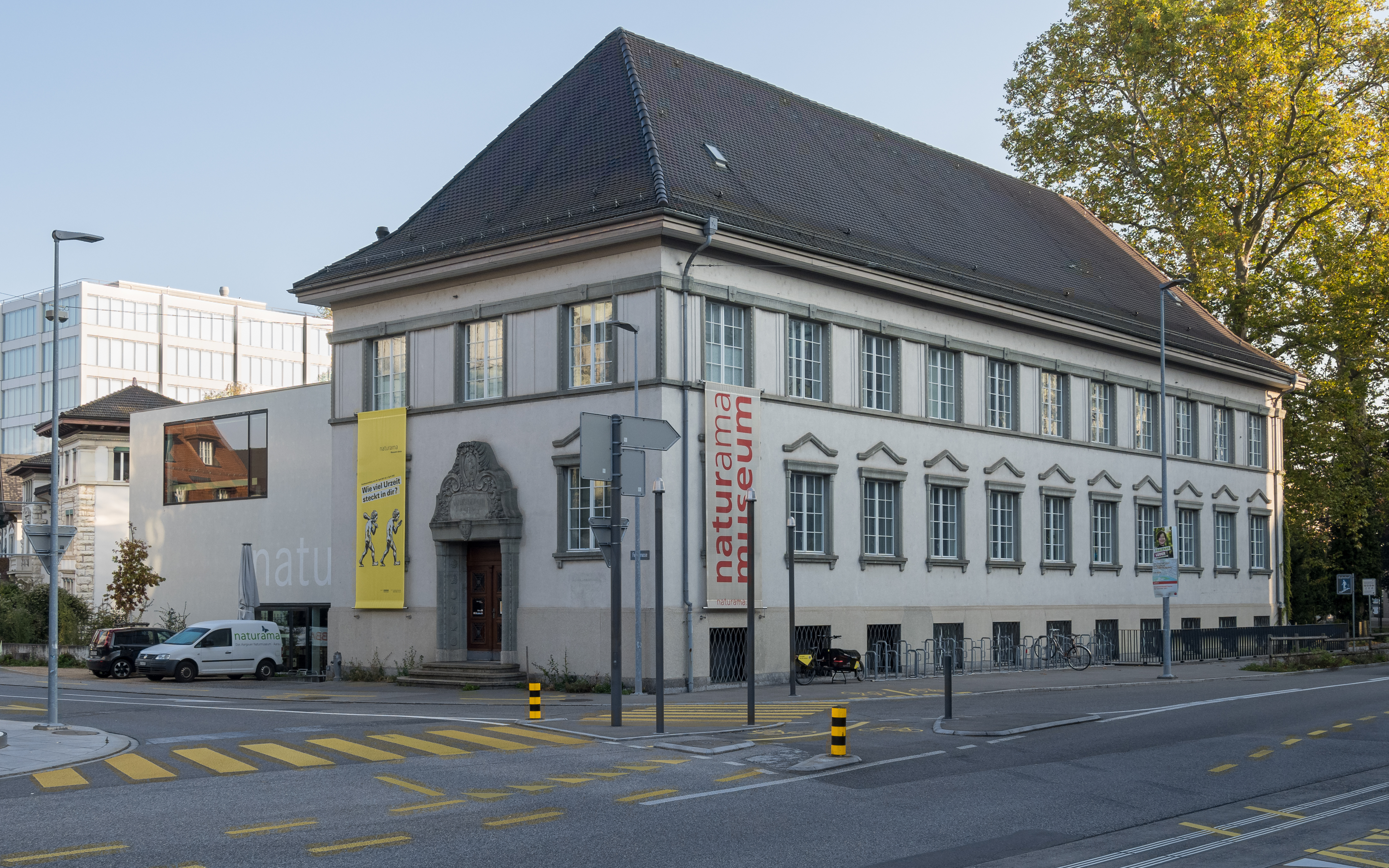
Naturama Aarau

Das Naturama Aargau ist ein naturkundliches Museum in der Schweizer Stadt Aarau. Es befindet sich an der Feerstrasse schräg gegenüber dem Bahnhof und neben der Alten Kantonsschule.

## Gründung
Im Jahr 1811 gründeten passionierte Naturforscher die Aargauische Naturforschende Gesellschaft. Viele unter ihnen waren einflussreiche Persönlichkeiten des öffentlichen Lebens und betrieben ihre naturkundlichen Studien aus Liebhaberei. Dazu gehörten Albrecht Rengger, Heinrich Zschokke oder Friedrich Frey-Herosé.

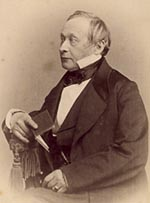
Friedrich Frey-Herosé

Zur Naturforschung gehörte damals auch das systematische Sammeln von Naturalien. 1827 wurden erstmals verschiedene private Sammlungen zu einem öffentlichen «Naturaliencabinet» vereinigt und in der Alten Kantonsschule gelagert. In der Folge zog die rasch wachsende Sammlung mehrmals um, bis sie 1922 – nach über 15-jähriger Planungszeit – in einem neobarocken Bau des Badener Architekten Hans Hächler untergebracht wurde. Von 1951 bis 1953 konnte das bestehende Museumsgebäude entlang der Feerstrasse um zusätzliche Ausstellungsräume und einen Vortragssaal erweitert werden.
In den folgenden Jahrzehnten brachte sich das Aargauische Naturmuseum unter der Leitung von Kantonsschullehrer Werner Schmid durch. Die einst beispielhafte Ausstellung verlor ihre Attraktivität für das breite Publikum und die Gebäude mussten dringend saniert werden. Es galt, den Betrieb in baulicher, konzeptioneller und finanzieller Hinsicht grundlegend zu erneuern, wenn er den Ansprüchen an eine Bildungsinstitution von kantonaler Bedeutung noch gerecht werden sollte.
1983 begannen erste Planungsarbeiten, die allerdings in den folgenden 15 Jahren mehrmals neu ausgerichtet werden mussten. Im Frühjahr 1997 genehmigte der Regierungsrat schliesslich ein neues Betriebskonzept und 1998 vereinigten sich die ANG als bisherige Betreiberin des Museums, der Kanton Aargau und die Stadt Aarau in der Stiftung Naturama Aargau zur neuen Trägerschaft. Nach Abschluss der seit 1997 laufenden Planungs- und Bauarbeiten konnte Ende 2000 der nach Wettbewerb von Arthur Rüegg geplante Erweiterungsbau, der an Stelle der älteren Anbauten trat, fertiggestellt und im April 2002 die neue Ausstellung sowie neue Schulungsräume eröffnet werden.

## Dauerausstellung

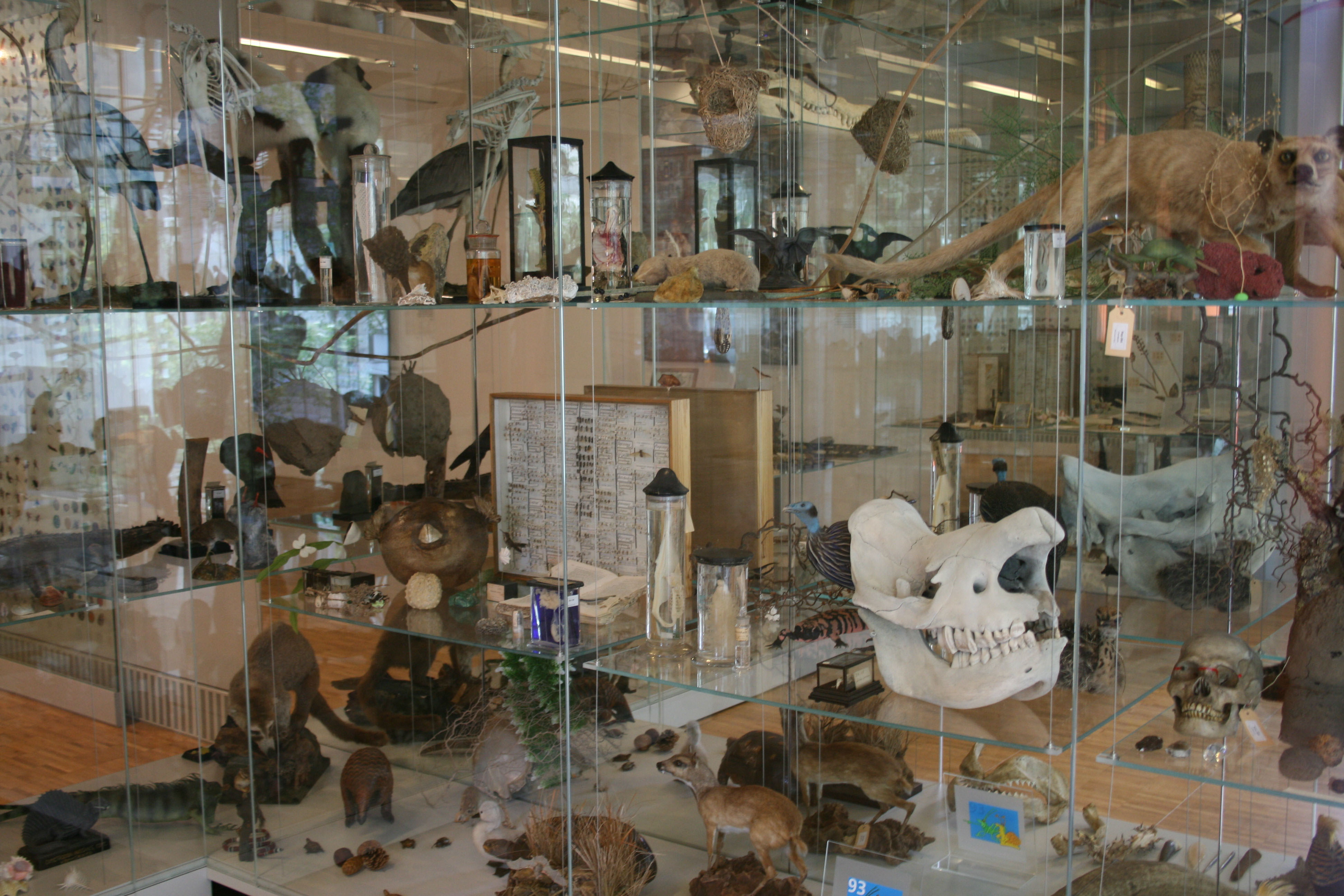
Teil der Sammlung in der Dauerausstellung

Zu den Museumsaufgaben gehören auch Pflege, Ausbau und wissenschaftliche Betreuung der Sammlungen. Diese umfassen im Naturama unter anderem wichtige Kollektionen von Insekten und von Aargauer Fossilien, ferner seltene Vogelpräparate (z. B. Riesenalk, Wandertaube) und das wissenschaftlich bedeutende «Herbarium Argoveniense». Als Neuzugang erhielt das Haus im Jahr 2002 die einzigartige Sammlung Dr. Gottfried Keller, welche über 1200 Aquarelle einheimischer und europäischer Orchideen umfasst. Wie die meisten Museen sammelte das Aargauer Naturmuseum bis heute vorwiegend nach dem Opportunitätsprinzip. Als kantonales «naturgeschichtliches Staatsarchiv» will es sich in Zukunft noch vermehrt auf die Dokumentation der aargauischen Natur und Landschaft und ihres Wandels konzentrieren.
Obwohl sich das Naturama nicht in erster Linie als Forschungsinstitut versteht, werden doch bei Gelegenheit eigene naturwissenschaftliche Arbeiten durchgeführt, beispielsweise im Rahmen der Sauriergrabungen in der Tongrube Frick. Zudem stehen die Sammlungen und Archive allen interessierten Wissenschaftlern zur Verfügung.

## Die Ausstellungsphilosophie
Lebensraum Aargau: Das Naturama steht dazu, ein regionales Museum zu sein. Es will seiner Ausstellung nicht die ganze Welt erklären, sondern sich auf den Naturraum Aargau konzentrieren und ihn seinen heutigen Bewohnern näher bringen.
Einbezug des Menschen: Seit rund 8000 Jahren siedeln Menschen in der Region des Schweizer Mittellandes. In dieser langen Zeit haben sie ihren Lebensraum gründlich umgestaltet und damit auch die natürliche Vielfalt stark beeinflusst.
Wandel in der Zeit: Ebenso wie die menschliche Kultur sind auch Natur und Landschaft in ständigem Wandel begriffen. Der Lebensraum Aargau wird deshalb nicht nur retrospektiv in seiner (Natur-)Geschichte, sondern ebenso in seiner gegenwärtigen Gestalt und – soweit möglich – in seiner zukünftigen Entwicklung dargestellt.
Fakten und Meinungen: Nicht unbestrittene Fakten, sondern widersprüchliche Wertvorstellungen und subjektive Meinungen beherrschen die Welt. Deshalb stellt die Ausstellung forumsartig Fakten und Meinungen nebeneinander und ermöglicht damit den Besucherinnen und Besuchern ein eigenes Urteil.
Mediale Vielfalt: Authentische Objekte und sorgfältige Nachbildungen, traditionelle Darstellungsformen und moderne Technologien, künstliche Dioramen und lebende Tiere ergänzen sich gegenseitig. Viele Objekte dürfen zudem berührt werden. Schliesslich sorgen zahlreiche Tonuntermalungen für spezifische Stimmungen und für ein Ausstellungserlebnis auch übers Ohr.